# Fjölnir (tijdschrift)

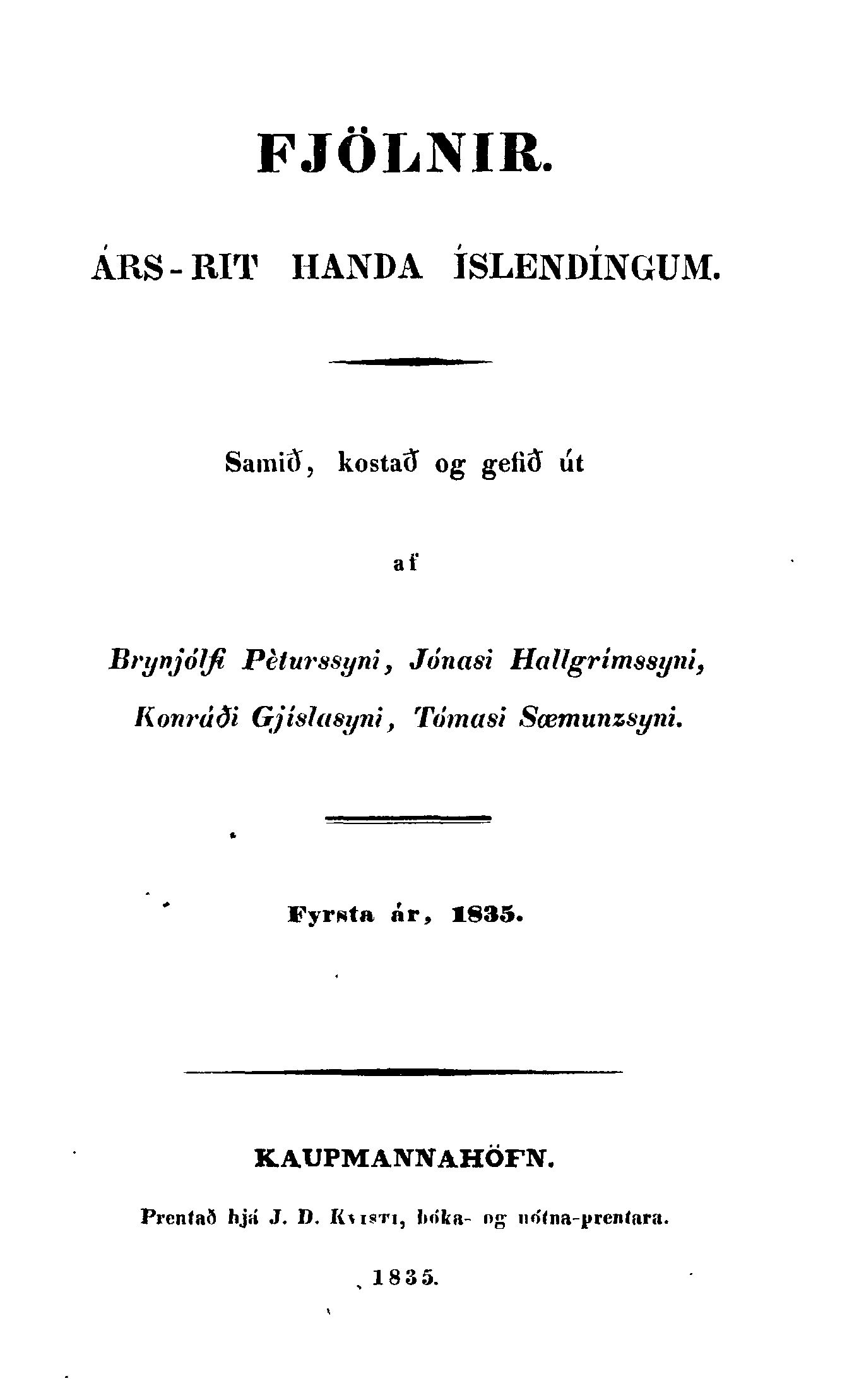
Voorblad van het eerste nummer van Fjölnir uit 1835. Het heeft als ondertitel: "Jaarschrift voor IJslanders"

Fjölnir is een IJslands tijdschrift dat werd uitgegeven in de Deense hoofdstad Kopenhagen van 1835-1847.
Het tijdschrift werd door Jónas Hallgrímsson, Konrad Gíslason, Brynjólfur Pétursson en Tómas Sæmundsson opgericht om het nationale gevoel aan te wakkeren bij de IJslandse bevolking in de hoop dat dit zou resulteren in verzet tegen de Deense overheersers.
Alle vier de oprichters waren IJslanders die aan de Universiteit van Kopenhagen hadden gestudeerd. Ze droegen allemaal tot 1838 bij aan de uitgifte van het tijdschrift. Het vijfde jaarlijkse nummer werd uitgegeven en betaald door Tómas Sæmundsson, die terug naar IJsland was verhuisd en het had laten drukken in Viðey. De publicatie stopte een paar jaar, omdat Jónas Hallgrímsson bezig was met wetenschappelijk onderzoek. Een nieuwe nummer kwam uit in 1843, maar toen hadden twee verenigingen, Fjölnisfélagið en Nokkrir Íslendingar, de publicatie overgenomen, eerst geleid door Gísli Magnússon en later door Halldór Kr. Friðriksson.
Het laatste nummer van het tijdschrift verscheen in 1847. Het was gewijd aan de nagedachtenis van Jónas Hallgrímsson die in de voorgaande lente overleden was.
Fjölnir introduceerde de romantiek in de IJslandse literatuur en poëzie. Veel romantische gedichten van Jónas Hallgrímsson werden voor het eerst in het tijdschrift gepubliceerd. Het was ook de voorhoede van het nationale en taalkundige bewustzijn in IJsland. Fjölnir kreeg van het IJslandse lezerspubliek een gemengde ontvangst, gedeeltelijk wegens een excentrieke spelling en door wat als arrogantie werd gezien van de jonge Fjölnismenn. Fjölnir heeft een belangrijke bijdrage geleverd aan het IJslands als geschreven taal en beïnvloede sterk het culturele en politieke milieu in IJsland.